# Комплексификация
Комплексифика́ция — это операция построения по данному вещественному пространству «наиболее близкого» к нему комплексного пространства. Простейший пример — комплексификация конечномерного вещественного векторного пространства. В этом случае, интуитивно, элемент пространства представляется последовательностью вещественных чисел, и можно «рассмотреть эти числа как элементы {\displaystyle \mathbb {C} }». Тогда можно ввести операцию умножения вектора на комплексные числа, что даст комплексное векторное пространство той же размерности. Формально это означает сопоставление данному вещественному пространству {\displaystyle V} комплексного пространства {\displaystyle V^{C}=V\otimes _{\mathbb {R} }\mathbb {C} }, называемого комплексификацией {\displaystyle V} (на нём вводится естественное умножение на элементы {\displaystyle \mathbb {C} }). Здесь {\displaystyle \otimes _{\mathbb {R} }} — тензорное произведение над {\displaystyle \mathbb {R} }
Комплексификацию можно определить и для других типов вещественных пространств (многообразий, групп Ли, алгебр, …). В общем случае это весьма нетривиальная операция: многие пространства не имеют (нетривиальной) комплексификации. Общее определение даётся с помощью понятия сопряжённого функтора.
Обратная (в некотором смысле) операция называется овеществление. Его определить несколько проще, чем комплексификацию.